# Mistrzostwa Ameryki Południowej we Wspinaczce Sportowej 2004
Mistrzostwa Ameryki Południowej we Wspinaczce Sportowej 2004 – edycja mistrzostw Ameryki Południowej we wspinaczce sportowej, która odbyła się w dniach od 25 do 29 sierpnia 2004 w wenezuelskim w mieście San Antonio de Los Altos. 

## Konkurencje
Zawodnicy i zawodniczki podczas zawodów wspinaczkowych w 2004 roku rywalizowali łącznie w 4 konkurencjach. 
Mężczyźni
- prowadzenie i wspinaczka na czas

Kobiety
- prowadzenie i wspinaczka na czas

## Uczestnicy
Każdy zawodnik miał prawo startować w każdej konkurencji o ile do niej został zgłoszony i zaakceptowany przez IFCS i organizatora zawodów.
| Lp.   |           | ↓ Uczestnicy – konkurencje → |    | prowadzenie | na czas |
| ----- | --------- | ---------------------------- | -- | ----------- | ------- |
| 1.    | Mężczyźni | 31                           | 19 |             |         |
| 2.    | Kobiety   | 10                           | 8  |             |         |
| Razem | Razem     | Razem                        | 41 | 27          |         |

## Medaliści
| Konkurencje  | Złoto                      | Srebro                          | Brąz                        |
| ------------ | -------------------------- | ------------------------------- | --------------------------- |
| Mężczyźni    |                            |                                 |                             |
| prowadzenie  | Wenezuela · Manuel Escobar | Wenezuela · Carlos Maldonado    | Chile · Luis Guzmán         |
| wsp. na czas | Wenezuela · Manuel Escobar | Wenezuela · Leonel de Las Salas | Wenezuela · Nestor Carvajal |
| Kobiety      |                            |                                 |                             |
| prowadzenie  | Wenezuela · Lucelia Blanco | Wenezuela · Francis Rodriguez   | Brazylia · Janine Cardoso   |
| wsp. na czas | Wenezuela · Lucelia Blanco | Wenezuela · Francis Rodriguez   | Wenezuela · Katy Goatache   |

## Klasyfikacja medalowa
* Gospodarz zawodów został zaznaczony tym kolorem.
|                   |                   |                   |   |   |    |    |   |   |   |   |   |   |
| 1                 | Wenezuela *       | 4                 | 4 | 2 | 10 | 2  | 2 | 1 | 2 | 2 | 1 |   |
| 2                 | Brazylia          | 0                 | 0 | 1 | 1  | 0  | 0 | 0 | 0 | 0 | 1 |   |
| 2                 | Chile             | 0                 | 0 | 1 | 1  | 0  | 0 | 1 | 0 | 0 | 0 |   |
| Ogółem (3 państw) | Ogółem (3 państw) | Ogółem (3 państw) | 4 | 4 | 4  | 12 | 2 | 2 | 2 | 2 | 2 | 2 |